# Bloudnaïa
La Bloudnaïa (en russe : Блудная) est une rivière de Russie qui coule dans le Kraï de Transbaïkalie en Sibérie orientale. C'est un affluent du Khilok en rive gauche, donc un sous-affluent de l'Ienisseï par le Khilok, la Selenga, puis le lac Baïkal et l'Angara.

## Géographie
Le bassin versant de la Bloudnaïa a une superficie de 4 480 km2 (surface comparable à celle du département français du Bas-Rhin, ou à celle de la province de Luxembourg en Belgique, ou encore un peu inférieure à celle du canton suisse du Valais). Son débit moyen à l'embouchure est de 12,5 m3/s. 
La Bloudnaïa prend sa source dans le Kraï de Transbaïkalie, au sein des monts Iablonovy. La rivière est un torrent de montagne. Au sein de celles-ci, le cours de la rivière est globalement orienté du sud-ouest vers le nord-est. Elle se jette dans le Khilok en rive gauche, au niveau de la localité de Gyrcheloun, quinze kilomètres en amont de la ville de Khilok.
La Bloudnaïa est habituellement prise dans les glaces durant la deuxième quinzaine d'octobre ou la première quinzaine de novembre. Elle reste gelée jusqu'au début du mois d'avril.

## Hydrométrie - Les débits mensuels à Chara-Gorkhon
Le débit de la Bloudnaïa a été observé pendant 2 ans (de 1971 à 1972) à Chara-Gorkhon, localité située à 33 kilomètres de sa confluence avec le Khilok et à 831 mètres d'altitude. 
Le débit inter annuel moyen ou module observé à Chara-Gorkhon sur cette période était de 11,44 m3/s pour une surface de drainage de 4 020 km2, soit un peu moins de 90 % du bassin versant de la rivière qui en compte 4 480. 

La lame d'eau écoulée dans ce bassin versant se monte ainsi à 89,3 millimètres par an, ce qui doit être considéré comme modéré, mais assez abondant dans le contexte du bassin de la Selenga, caractérisé généralement par un écoulement assez médiocre. 
Rivière alimentée surtout par les pluies d'été et aussi par la fonte des neiges, la Bloudnaïa est un cours d'eau de régime pluvio-nival qui présente deux saisons bien marquées. 
Les hautes eaux se déroulent de la fin du printemps jusqu'à l'automne, du mois d'avril au mois d'octobre inclus, avec un sommet en mai qui correspond au dégel et à la fonte des neiges. Le bassin bénéficie de précipitations surtout estivales, assez abondantes sur les sommets de la partie supérieure de son bassin. Elles tombent sous forme de pluie en été, ce qui explique que les débits de juillet à octobre soient abondants. Au mois d'août un second sommet se dessine même, correspondant aux pluies de la mousson. En octobre, le débit de la rivière baisse, ce qui mène à la période des basses eaux, liée aux très basses températures de l'hiver est-sibérien. Cette saison de basses eaux, d'une durée de plus ou moins cinq mois, a lieu de novembre à mars et correspond aux fortes gelées qui envahissent toute la région des monts Iablonovy. 
Le débit moyen mensuel observé en mars (minimum d'étiage) est de 0,07 m3/s, soit moins de un demi % du débit moyen du mois de mai (27,85 m3/s), ce qui souligne l'amplitude très élevée des variations saisonnières. Sur la durée d'observation de 2 ans, le débit mensuel minimal a été de 0,03 m3/s (trente litres) en février 1972, tandis que le débit mensuel maximal s'élevait à 42,3 m3/s en mai 1971. 
En ce qui concerne la période estivale, libre de glaces (de mai à septembre inclus), le débit mensuel minimal observé a été de 6,38 m3/s en juin 1972, niveau restant encore fort appréciable.  